# Jean-Jacques Bouckaert
Jean-Jacques Bouckaert (Oostende, 16 oktober 1901 - Vinderhoute, 1983) was een Belgisch hoogleraar en rector van de Rijksuniversiteit Gent van 1961 tot 1969.

## Levensloop
Jean-Jacques Bouckaert maakte deel uit van de Franstalige Gentse bourgeoisie, net zoals de meeste leden van de familie Bouckaert. Notaris en hoogleraar Frans Bouckaert (1934-2018) was een van zijn zonen.
Hij volgde middelbaar aan het Onze-Lieve-Vrouwecollege te Oostende. Bouckaert was kandidatuur in de natuur- en geneeskundige wetenschappen (1922) en doctor in de genees-, heel- en verloskunde (1925) aan de Rijksuniversiteit Gent. Aan deze universiteit was hij achtereenvolgens docent (1932), buitengewoon hoogleraar (1934) en gewoon hoogleraar (1937) aan de faculteit Geneeskunde en Gezondheidswetenschappen. In 1969 ging hij op emeritaat. Hij was secretaris (1935-1936) en decaan (1936-1937, 1949-1961) van deze faculteit. Hij werd in 1961 rector van de universiteit, een mandaat dat hij tot 1969 bekleedde. Verder was hij ook directeur-diensthoofd van het Facultair Centrum voor Cardiologie en het Laboratorium voor normale en pathologische fysiologie.
Hij was ridder in de Leopoldsorde, net zoals zijn vader, dokter Prosper Bouckaert.
- Bibliothèque nationale de France: cb13176430p (data)
- Digitale Bibliotheek voor de Nederlandse Letteren: bouc033
- Gemeinsame Normdatei: 1041612435
- International Standard Name Identifier: 0000 0000 6307 8316
- Nederlandse Thesaurus van Auteursnamen: 069199477
- Système universitaire de documentation: 175092621
- Virtual International Authority File: 217734488
- WorldCat: E39PBJq6RhGwvWKBk4jrxJkJjC